# Bellsche Ungleichung
Die Bellsche Ungleichung ist eine Ungleichung zwischen Korrelationen von Messergebnissen. Mit ihrer Hilfe lässt sich durch Experimente nachweisen, dass es keine physikalische Theorie geben kann, die alle quantenphysikalischen Beobachtungen beschreibt und gleichzeitig lokal und realistisch ist. „Lokal“ bedeutet hier, dass keine Information oder Wirkung schneller übertragen werden kann als mit Lichtgeschwindigkeit. Mit „realistisch“ ist gemeint, dass die momentanen Werte der an einem physikalischen System messbaren Größen unabhängig davon existieren, ob sie gemessen werden oder nicht. Sie sind also reale Eigenschaften des Systems. Diese beiden Annahmen entsprechen dem Alltagsverständnis physikalischer Vorgänge und gehören zu den Grundvoraussetzungen der klassischen Physik. Dennoch muss mindestens eine von ihnen falsch sein.
John Stewart Bell entdeckte 1964: Es gilt eine universelle Ungleichung für die statistischen Korrelationen zwischen wiederholt erhobenen Messwerten verschiedener Größen, wenn für das beobachtete System die beiden Annahmen der Lokalität und des Realismus zutreffen und die Messungen sich physikalisch nicht gegenseitig beeinflusst haben. Die Quantenmechanik sagt hingegen bei Messungen an einem verschränkten System, z. B. Messungen der Polarisationsrichtungen zweier gleichzeitig erzeugter Photonen, stärkere Korrelationen voraus, als diese Ungleichung erlaubt.
In der Folge wurden weitere Ungleichungen ähnlicher Art aufgestellt und insgesamt als Bellsche Ungleichungen bezeichnet. Entsprechende Experimente, sog. Bell-Tests, wurden mit zunehmender Präzision ab den 1970er Jahren durchgeführt. Dabei wurden die Möglichkeiten einer gegenseitigen physikalischen Beeinflussung der Messungen mit zunehmender Sicherheit ausgeschlossen. Die Ergebnisse lagen außerhalb des Bereichs, der nach der Bellschen Ungleichung durch eine lokal-realistische Theorie erklärt werden kann, und bestätigten darüber hinaus ausnahmslos quantitativ die Vorhersagen der Quantenmechanik. Dies wurde 2022 mit dem Physiknobelpreis für Alain Aspect, John Clauser und Anton Zeilinger gewürdigt.

## Realismus und Lokalität
Die Bellsche Ungleichung zeigte zunächst, dass die Vorhersagen der Quantenmechanik in Widerspruch stehen zur gleichzeitigen Annahme von Realismus und Lokalität.
1. Eine physikalische Theorie ist realistisch, wenn sie davon ausgeht, dass Messungen nur Eigenschaften ablesen, die unabhängig von der Messung vorliegen. Das heißt, das Ergebnis jeder denkbaren Messung steht schon fest, bevor es durch die Messung bekannt wird.
2. Eine physikalische Theorie ist nicht lokal, wenn die Messergebnisse an zwei Teilchen korreliert sind, indem sie eine dem Zufall widersprechende Beziehung zeigen, ohne dass dies mit objektiv vorliegenden Eigenschaften der Teilchen oder durch einen Einfluss der Messung an einem Teilchen auf das andere erklärt werden könnte. So ein Einfluss ist durch die Spezielle Relativitätstheorie ausgeschlossen, wenn die beiden Messungen in raumartiger Relation zueinander stehen, so dass eine etwaige Signalübertragung mit Überlichtgeschwindigkeit erfolgen müsste.

Die Verwendung dieser beiden Begriffe in der Analyse der Quantenmechanik stammt aus dem Aufsatz, mit dem Albert Einstein, Boris Podolsky und Nathan Rosen 1935 das Einstein-Podolsky-Rosen-Paradoxon (kurz EPR-Paradoxon) vorstellten.
„Klassische“ Theorien wie die Klassische Mechanik, die Spezielle Relativitätstheorie oder die maxwellsche Elektrodynamik sind lokal-realistisch. Die Bellsche Ungleichung ist eine direkte Folge aus dem lokalen Realismus und gilt daher in der klassischen Physik ohne Einschränkung. Die Quantenmechanik ist keine lokal-realistische Theorie. In bestimmten Fällen verletzen quantenmechanisch berechnete Mittelwerte die Bellsche Ungleichung. Da diese Verletzungen durch geeignete Experimente nachgewiesen werden konnten, kann die Quantenmechanik nicht zu einer lokalen und realistischen Theorie vervollständigt werden, auch nicht – im Gegensatz zu einer Annahme von Einstein und anderen – durch Hinzufügen von verborgenen Variablen.
Bei zahlreichen verschränkten Quantensystemen, darunter verschränkten Photonenpaaren, ist bei den Korrelationen zwischen den Teilchen die Verletzung der Bellschen Ungleichung in Messungen bestätigt worden. Die Korrelationen sind daher nicht mit der Annahme der gleichzeitigen Gültigkeit von Realität und Lokalität verträglich. Sie stimmen in allen Fällen mit der Quantenmechanik überein. Dies bedeutet, dass nicht alle Messwerte vor der Messung feststehen können oder dass die Werte aus verschiedenen Messungen nichtlokal korreliert sein müssen.
John S. Bell hatte in der 1932 von John von Neumann veröffentlichten mathematischen Widerlegung der Theorie verborgener Variablen, die lange als unbestritten galt, einen elementaren Fehler in den Voraussetzungen gefunden (in der linearen Additivität der Erwartungswerte, von ihm 1966 veröffentlicht). In seinem Aufsatz von 1964, der die Bellschen Ungleichungen einführte, wollte er zeigen, dass die eigentliche Grundannahme, an der Theorien verborgener Variablen scheitern, die Lokalität ist. Eine schon 1952 veröffentlichte Theorie verborgener Variablen von David Bohm war stark nicht-lokal.

## Versuchsaufbau
Die ursprüngliche Überlegung war nur ein Gedankenexperiment, sodass der Versuchsaufbau bei John S. Bell nur theoretisch war. Später wurde der Versuchsaufbau aber real umgesetzt, um die Überlegungen des Gedankenexperimentes experimentell zu bestätigen.
In einer Quelle wird ein verschränktes Photonenpaar erzeugt, wobei sich die Photonen in entgegengesetzte Richtungen bewegen. Die beiden Photonen treffen auf je einen Filter; die Filter sind unabhängig voneinander auf die Messrichtung {\displaystyle \mathbf {a} ,\,\mathbf {b} } oder {\displaystyle \mathbf {c} } eingestellt. Normalerweise werden für die Messrichtungen {\displaystyle \mathbf {a} ,\,\mathbf {b} ,\,\mathbf {c} } die folgenden Werte gewählt:
- Messrichtung {\displaystyle \mathbf {a} }: Filter lässt horizontal polarisierte Photonen durch. Vertikal polarisierte Photonen werden reflektiert.
- Messrichtung {\displaystyle \mathbf {b} }: Filter ist um {\displaystyle \pi /6=+30^{\circ }} gegenüber Messrichtung {\displaystyle \mathbf {a} } gedreht.
- Messrichtung {\displaystyle \mathbf {c} }: Filter ist um {\displaystyle \pi /6=+30^{\circ }} gegenüber Messrichtung {\displaystyle \mathbf {b} } gedreht. (Das heißt, er ist um {\displaystyle \pi /3=+60^{\circ }} gegenüber Messrichtung {\displaystyle \mathbf {a} } gedreht.)

Für beide Filter wird zufällig bestimmt, in welcher dieser drei Richtungen der Filter ausgerichtet ist. Dabei wird die zufällige Bestimmung für beide Filter unabhängig voneinander durchgeführt. Das heißt, aus der Richtung des ersten Filters lässt sich nicht auf die Richtung des zweiten Filters schließen.
Die Richtung des Filters wird festgelegt, nachdem das Photonenpaar erzeugt wurde, aber bevor es den Filter erreicht.
Anschließend wird für beide Photonen gemessen, ob sie den Filter passiert haben oder ob sie reflektiert wurden.
Dieses Experiment wird mehrere Male hintereinander ausgeführt. Bei Durchgängen, in denen beide Filter zufällig in die gleiche Richtung ausgerichtet sind, wird in beiden Detektoren das gleiche Ergebnis gemessen. Sie spielen im Zusammenhang mit der Bellschen Ungleichung keine Rolle. Für die Durchgänge, in denen beide Filter in unterschiedliche Richtungen ausgerichtet sind, wird gemessen, wie häufig die beiden Photonen des Photonenpaares sich gleich bzw. unterschiedlich verhalten haben.
Insbesondere wird gemessen:
- {\displaystyle W(\mathbf {a} _{h},\mathbf {b} _{h})}: Anteil der Photonenpaare, in denen ein Photon den Filter mit Messrichtung {\displaystyle \mathbf {a} } passiert und das andere Photon den Filter mit Messrichtung {\displaystyle \mathbf {b} } passiert hat.
- {\displaystyle W(\mathbf {b} _{h},\mathbf {c} _{v})}: Anteil der Photonenpaare, in denen ein Photon den Filter mit Messrichtung {\displaystyle \mathbf {b} } passiert und das andere Photon vom Filter mit Messrichtung {\displaystyle \mathbf {c} } reflektiert wurde.
- {\displaystyle W(\mathbf {a} _{h},\mathbf {c} _{h})}: Anteil der Photonenpaare, in denen ein Photon den Filter mit Messrichtung {\displaystyle \mathbf {a} } passiert und das andere Photon den Filter mit Messrichtung {\displaystyle \mathbf {c} } passiert hat.

Im klassischen Modell (realistisch und lokal) kann für die Wahrscheinlichkeiten die Bellsche Ungleichung hergeleitet werden. Im quantentheoretischen Modell können die Wahrscheinlichkeiten für alle Einstellungen der Filter berechnet und mit dem Experiment verglichen werden.
Das tatsächliche Experiment ist mit dem klassischen Modell (realistisch und lokal) nicht vereinbar, da die Bellsche Ungleichung nicht erfüllt ist. Die Vorhersagen des quantentheoretische Modells werden durch das Experiment bestätigt.

## Die Ungleichung bei Annahme von verborgenen Variablen
Ein aus mehreren Komponenten (α und β) zusammengesetztes System muss in der Quantentheorie häufig als ein Objekt (α,β) mit eigenen Zuständen behandelt werden. Unter den möglichen Zuständen gibt es dann stets auch solche, die nicht beschrieben werden können, indem man einen Zustand von α und einen von β benennt. In einem solchen Zustand des Systems heißen α und β miteinander verschränkt. So können zwei Photonen α und β derart miteinander verschränkt sein, dass bei einem Test an parallelen Polarisationsfiltern stets beide passieren oder beide absorbiert werden, und dies für jede beliebige Orientierung der (parallelen) Filter. Ein verschränktes System bleibt ein Quantenobjekt, auch, wenn die Komponenten räumlich voneinander getrennt werden. Die Tests an α und β können daher räumlich wie zeitlich beliebig entfernt voneinander stattfinden. Ob die zwei Photonen das eine oder das andere Schicksal haben, ist nicht vorhersehbar. In dem hier betrachteten Experiment wird ein Strom von derart verschränkten Photonenpaaren erzeugt und davon jeweils ein Photon an das Labor von Alice, das andere an das davon entfernte Labor von Bob verschickt. Alice testet die lineare Polarisation ihrer Photonen in zufälliger Wahl mit gleicher Wahrscheinlichkeit in einer von drei Messrichtungen {\displaystyle \mathbf {a} ,\,\mathbf {b} ,\,\mathbf {c} }. Bob misst ebenso zufällig in den gleichen Richtungen {\displaystyle \mathbf {a} ,\,\mathbf {b} ,\,\mathbf {c} }. Der gewählte Zustand bewirkt, dass Alices und Bobs Photonen gleich reagieren, wenn sie in der gleichen Richtung getestet werden.
Die beiden möglichen mit einem Filter bestimmten Werte der linearen Polarisation werden in der Literatur üblicherweise mit {\displaystyle h} für horizontal und {\displaystyle v} für vertikal bezeichnet. Die Hypothese besteht in der Annahme, dass jedes Photon eine Art von individuellen Eigenschaften besitzt, die verborgenen Variablen, die ihm für jede Messrichtung vorgeben, ob es bei einem Test als horizontal oder vertikal polarisiert reagieren wird. Das korrelierte Verhalten verschränkter Photonen beruht nach dieser Hypothese darauf, dass ihre verborgenen Variablen entsprechend korreliert sind. Zu den drei Orientierungen {\displaystyle \mathbf {a} ,\,\mathbf {b} ,\,\mathbf {c} } der Filter in dem betrachteten Experiment hat demnach jedes der einlaufenden Photonen eine Voreinstellung auf horizontal oder vertikal, in Zeichen {\displaystyle \mathbf {a} _{h},\,\mathbf {a} _{v},\,\dots \,\mathbf {c} _{v}}. Jede Messung offenbart die entsprechende Voreinstellung, und diese Voreinstellungen sind wegen der Verschränkung für Alices und Bobs Photon identisch.
Für diesen Absatz sollen anschauliche Codeworte die mathematischen Zeichen ersetzen: groß/klein statt {\displaystyle \mathbf {a} _{h},\,\mathbf {a} _{v}}, blond/dunkel für {\displaystyle \mathbf {b} _{h},\,\mathbf {b} _{v}} und Frau/Mann für {\displaystyle \mathbf {c} _{h},\,\mathbf {c} _{v}}. Bezüglich jeder dieser drei Eigenschaften bilden Alices und Bobs Photonen je ein Paar von identischen Zwillingen. Beide sind zum Beispiel groß, blond und weiblich. Jedes der beiden Photonen lässt sich nur in einer Messrichtung testen. Jede Messung ermittelt also entweder die Größe oder die Haarfarbe oder das Geschlecht eines Zwillings. Wenn nun Alice ihrem Photon eine und Bob seinem Photon eine andere Frage stellt, erfahren sie zwei der drei Eigenschaften des Paares. Damit lässt sich eine einfache kombinatorische Feststellung treffen: Unter den insgesamt von Alice und Bob vermessenen Photonen-Zwillingen ist die Anzahl der großen blonden Zwillinge gleich der Anzahl der großen blonden Männer plus der Anzahl der großen blonden Frauen. Lässt man für beide Gruppen jeweils eine der drei einschränkenden Eigenschaften (groß oder nicht, blond oder nicht, Frau oder nicht) weg, so bleiben die gefundenen Anzahlen entweder gleich oder werden größer. Die Anzahl der großen Blonden ist also kleiner oder gleich der Anzahl an blonden Männern plus der Anzahl an großen Frauen. Mit dem Zeichen {\displaystyle N} für Anzahl und zurückübersetzt in die Formelzeichen ist das die hier passende Variante der Bellschen Ungleichung:
{\displaystyle N(\mathbf {a} _{h},\mathbf {b} _{h})\leq N(\mathbf {b} _{h},\mathbf {c} _{v})+N(\mathbf {a} _{h},\mathbf {c} _{h}).}
Diese Ungleichung müssen die Messwerte des beschriebenen Experiments also erfüllen, wenn das Polarisationsverhalten verschränkter Photonen auf lokalen verborgenen Variablen beruht.

## Verletzung der Ungleichung in der Quantentheorie
Da Alice und Bob unabhängig voneinander die drei Orientierungen der Filter jeweils mit gleicher Wahrscheinlichkeit (= 1/3) verwenden, wird jede der Kombinationen {\displaystyle \mathbf {a} /\mathbf {b} ,\,\mathbf {b} /\mathbf {c} ,\,\mathbf {a} /\mathbf {c} } mit geringen Fehlern in gleicher Häufigkeit {\displaystyle N_{T}} getestet, wenn die Gesamtzahl der Messungen hinreichend groß ist. Mit wachsender Zahl von Messungen nähern sich ferner die Quotienten {\displaystyle N(\mathbf {a} _{h},\mathbf {b} _{h})/N_{T}} etc. nach der Formel (Anzahl Erfolge)/(Anzahl Versuche) beliebig genau der jeweiligen Wahrscheinlichkeit {\displaystyle W(\mathbf {a} _{h},\mathbf {b} _{h})} etc. Damit nimmt die Ungleichung die Form
{\displaystyle W(\mathbf {a} _{h},\mathbf {b} _{h})\leq W(\mathbf {b} _{h},\mathbf {c} _{v})+W(\mathbf {a} _{h},\mathbf {c} _{h})}
an.
Für die quantentheoretisch berechnete Wahrscheinlichkeit für ein Paar von Messergebnissen an den zwei hier betrachteten Photonen ist es nun egal, ob im Experiment zwei Photonen eines speziell verschränkten Zustands mit zwei Filtern verwendet werden oder ein einzelnes Photon nach zwei hintereinander geschalteten Polarisationsfiltern nachgewiesen wird. Für die Rechnung ist der Fall eines einzelnen Photons hinter zwei Filtern aber leichter zu beschreiben und soll nun gezeigt werden.
Ein einzelnes linear polarisiertes Photon kann an einem Polarisationsfilter {\displaystyle \mathbf {a} } entweder transmittiert oder reflektiert werden. Die zugehörige Observable der Polarisation besitzt damit genau zwei Eigenzustände, die im Folgenden mit {\displaystyle |t\rangle } und {\displaystyle |r\rangle } bezeichnet werden können. Die Wahrscheinlichkeit, dass ein zufällig ausgerichtetes Photon an diesem Filter transmittiert wird, beträgt
{\displaystyle W(\mathbf {a} _{h})=0{,}5.}
Ein transmittiertes Photon wird an einem zweiten um 90° gedrehten Polarisationsfilter {\displaystyle \mathbf {b} } immer reflektiert. Wird der zweite Polarisationsfilter dagegen um einen Winkel {\displaystyle \theta } gedreht, so kann der Zustand des ursprünglich transmittierten Photons als Superposition der beiden genannten Eigenzustände beschrieben werden:
{\displaystyle |\theta \rangle =\cos \theta \;|t\rangle +\sin \theta \;|r\rangle }
Die Wahrscheinlichkeit dafür, dass das Photon am zweiten Polarisationsfilter transmittiert wird, berechnet sich nun gemäß der bornschen Regel und in Übereinstimmung mit dem klassisch begründeten Gesetz von Malus gemäß
{\displaystyle W(\mathbf {b} _{h})=\cos ^{2}\!\!\angle (\mathbf {a} ,\mathbf {b} ).}
Das Photon wird entsprechend mit der Wahrscheinlichkeit
{\displaystyle W(\mathbf {b} _{v})=\sin ^{2}\!\!\angle (\mathbf {a} ,\mathbf {b} )}
reflektiert.
Die Wahrscheinlichkeit dafür, dass ein einzelnes unpolarisiertes Photon an beiden Polarisationsfiltern transmittiert wird, ist also
{\displaystyle W(\mathbf {a} _{h},\mathbf {b} _{h})=W(\mathbf {a} _{h})\cdot W(\mathbf {b} _{h})=0{,}5\cdot \cos ^{2}\!\!\angle (\mathbf {a} ,\mathbf {b} )}
Damit können nun wiederum alle benötigten Terme der Bellschen Ungleichung berechnet werden.
Es gilt {\displaystyle W(\mathbf {a} _{h},\mathbf {b} _{h})=0{,}5\cdot \cos ^{2}\!\!\angle (\mathbf {a} ,\mathbf {b} )} und {\displaystyle W(\mathbf {a} _{h},\mathbf {c} _{h})=0{,}5\cdot \cos ^{2}\!\!\angle (\mathbf {a} ,\mathbf {c} )}. Dagegen ist {\displaystyle W(\mathbf {b} _{h},\mathbf {c} _{v})=0{,}5\cdot \sin ^{2}\!\!\angle (\mathbf {b} ,\mathbf {c} )}, denn {\displaystyle \mathbf {c} _{v}} bedeutet, dass das Photon reflektiert wurde.
Insgesamt ergibt sich
{\displaystyle 0{,}5\cdot \cos ^{2}\!\!\angle (\mathbf {a} ,\mathbf {b} )\,\,\leq \,\,0{,}5\cdot \sin ^{2}\!\!\angle (\mathbf {b} ,\mathbf {c} )+0{,}5\cdot \cos ^{2}\!\!\angle (\mathbf {a} ,\mathbf {c} )}
{\displaystyle \Leftrightarrow \cos ^{2}\!\!\angle (\mathbf {a} ,\mathbf {b} )\,\,\leq \,\,\sin ^{2}\!\!\angle (\mathbf {b} ,\mathbf {c} )+\cos ^{2}\!\!\angle (\mathbf {a} ,\mathbf {c} )}.
Tatsächlich gilt dies nun aber nicht für beliebige {\displaystyle \mathbf {a} ,\,\mathbf {b} ,\,\mathbf {c} }. Wählt man {\displaystyle \angle (\mathbf {a} ,\mathbf {b} )=\angle (\mathbf {b} ,\mathbf {c} )=\pi /6=30^{\circ }}, {\displaystyle \angle (\mathbf {a} ,\mathbf {c} )=\pi /3=60^{\circ }} mit {\displaystyle \cos ^{2}(\pi /6)=3/4,\,\sin ^{2}(\pi /6)=\cos ^{2}(\pi /3)=1/4}, so ergibt sich
{\displaystyle {\frac {3}{4}}\,\,\leq \,\,{\frac {1}{4}}+{\frac {1}{4}},}
was offenbar falsch ist.
Gemäß der Quantentheorie gilt die Bellsche Ungleichung also nicht immer.

## Experimentelle Untersuchungen

### Anforderungen
Um die Verletzung der Bellschen Ungleichung nachzuweisen, muss ein Experiment folgende Anforderungen erfüllen:
1. Die Messungen an den beiden Photonen jedes Paares müssen raumartig voneinander getrennt sein: Es muss ausgeschlossen sein, dass die Wahl der einen Messrichtung bei der Wahl der anderen bekannt ist. Dies wurde erstmals von Gregor Weihs und Mitarbeitern in der Gruppe von Anton Zeilinger sichergestellt,[7][A 1] indem die Richtungen erst so spät zufällig gewählt wurden, dass man von dieser Wahl selbst mit lichtschnellen Signalen bei der anderen Messung noch nichts wissen konnte. Es darf also kein Lokalitätsschlupfloch bezüglich unterlichtschneller oder lichtschneller Signale geben.
2. Bei den Photonexperimenten gibt es aber noch ein zweites Problem: Jeder Photodetektor weist nur einen Bruchteil der Photonen nach (im Experiment von Weihs nur 5 Prozent). Man muss zusätzlich annehmen, dass die nicht nachgewiesenen Photonen dieselben Eigenschaften wie die nachgewiesenen haben. Das ist das sogenannte Nachweis- oder Fair-Sampling-Schlupfloch. Es wird beim Experiment von Rowe geschlossen.[8]
3. Ein drittes Schlupfloch, das erst spät identifiziert wurde, ist das Wahlfreiheitsschlupfloch. Es bezieht sich darauf, dass bei der Ableitung der Bellschen Ungleichung angenommen wird, dass die Einstellungen der Detektoren bei jeder Messung unabhängig voneinander und unabhängig von möglichen verborgenen Variablen gewählt werden können. Falls dagegen die verborgenen Variablen auch die Detektoreinstellungen vorherbestimmen, lässt sich leicht ein lokal-realistisches Modell mit Verletzung der Bellschen Ungleichung konstruieren.[6] Strenggenommen lässt sich dieses Schlupfloch nicht schließen, da man „Superdeterminismus“ (die Annahme, dass alles von Anfang an vorherbestimmt ist) nicht ausschließen kann. Stattdessen versucht man, den Zeitpunkt, zu dem diese Vorherbestimmung stattgefunden haben müsste, immer weiter hinauszuschieben. Die bisher erreichte Grenze liegt bei 7,8 Milliarden Jahren.[9]
4. Gelegentlich werden noch weitere, technische Schlupflöcher (wie das Koinzidenz-Schlupfloch oder das Speicher-Schlupfloch) diskutiert,[6] die sich aber durch geeignete Bestimmung des Zeitfensters bei der Detektion und Auswahl der statistischen Auswertungsmethoden schließen lassen.

### Experimente zum Test der Bellschen Ungleichung
Seit Ende der 1960er-Jahre wurden Experimente durchgeführt, um die Verletzung einer Bellschen Ungleichung nachzuweisen:
- C. A. Kocher und Eugene Commins (1967) beobachteten Korrelationen in Photonenpaaren, die von angeregten Kalziumatomen ausgesandt werden.[10]
- Stuart J. Freedman und John Clauser (1972) benutzten diesen Prozess, um eine erste Verletzung einer Bellschen Ungleichung zu demonstrieren.[2]
- Aspect, Dalibard und Roger (1982) benutzten einen anderen Prozess im Kalziumatom, der höhere Zählraten und dadurch eine signifikantere Verletzung ergab. Außerdem waren beide Polarisationsfilter 12 m entfernt, und die Wahl ihrer Messrichtungen erfolgte durch zwei unabhängige, aber deterministische Prozesse zu von der Messung (am jeweils anderen Dektektor) raumartig getrennten (d. h. kausal nicht verbundenen) Zeitpunkten.[11]
- Anton Zeilinger und Mitarbeiter (1998) benutzten polarisationsverschränkte Photonen, die durch spontane parametrische Fluoreszenz erzeugt worden waren. Die Polarisationsfilter waren 400 m entfernt, und die Polarisationsrichtung wurde mittels unabhängiger physikalischer Zufallszahlengeneratoren so kurz vor der Messung festgelegt, dass eine Informationsübertragung über die Messrichtung wegen der endlichen Lichtgeschwindigkeit nicht möglich war.[7]
- David Wineland und Mitarbeitern (2001) demonstrieren eine Verletzung der Ungleichung anhand von Messungen an Ionen in einer Falle. Dabei konnten alle Ereignisse detektiert werden (siehe: Anforderungen an das Experiment).[8]
- Ronald Hanson und Mitarbeitern (August 2015)[12] und kurz darauf Zeilinger et al.[3] und Sae Woo Nam et al.[13] (beide November 2015) schlossen in ihren Experimenten gleichzeitig das Locality- und das Fair-sampling-Schlupfloch[6] und gestatten keine „Schlupfloch-Interpretationen“ mit ihren extrem kleinen p-Werten mehr.[14] Hanson, Sae Woo Nam und Zeilinger erhielten dafür 2017 den John Stewart Bell Prize.
- Weitere Tests wurden an einem weiterentwickelten Experiment, basierend auf dem Gedankenexperiment „Wigners Freund“ (2020) durchgeführt.[15][16][17]

Die Resultate der jeweiligen Experimente zeigen explizit, dass die bellsche Ungleichung verletzt ist. Sie zeigen auch, dass die relevante Physik der beteiligten Quantenphänomene entweder in einem superdeterministischen Universum stattfindet oder nicht lokal oder nicht-realistisch ist. In Anerkennung ihrer Beiträge zum Nachweis der Verletzung der bellschen Ungleichung erhielten Alain Aspect, John Clauser und Anton Zeilinger im Jahr 2022 den Physiknobelpreis.

### Folgerungen
Die Bellsche Ungleichung folgt aus Einsteins Postulaten und ist mit experimentellen Befunden nicht vereinbar. Nach der Kopenhagener Deutung, die unter Physikern vorherrscht, kann die Quantenmechanik die Ergebnisse einzelner Messungen nicht vorhersagen, sondern nur Wahrscheinlichkeiten angeben. Daher liegt es nahe, Einsteins Postulate, insbesondere die Vorstellung verborgener Variablen, aufzugeben und hinzunehmen, dass die Wellenfunktion nur die Wahrscheinlichkeit der Messwerte festlegt, nicht aber, welcher Messwert in jedem Einzelfall auftritt. Nach der Kopenhagener Deutung ist die Quantenmechanik nicht-real, im Gegensatz zu den Vorstellungen von Einstein, Podolski und Rosen (siehe Einstein-Podolsky-Rosen-Paradoxon), weil eine Messung nicht einfach eine Eigenschaft abliest, sondern feststellt (präziser: herstellt), was zuvor nicht feststand. Und die Quantenmechanik ist nicht-lokal, weil sich der quantenmechanische Zustand des Photonenpaares über beide Messplätze erstreckt.
In ihrer Kopenhagener Deutung genügt die Quantenmechanik also nicht Einsteins Forderungen an eine vollständige, reale und lokale Beschreibung der Physik. Dies hatte Albert Einstein erkannt und bemängelt. Aber er irrte in der Annahme, die Quantenmechanik könne durch Hinzufügen verborgener Variablen real und lokal zugleich werden.
Man kann allerdings die Lokalität aufgeben und trotzdem an der Realität festhalten, wie beispielsweise in der De-Broglie-Bohm-Theorie. David Bohm deutet die Wellenfunktion als nicht-lokales Führungsfeld klassischer Teilchen, sodass u. a. das Erklärungsdilemma zur Problematik Welle-Teilchen-Dualismus entfällt sowie die Problematik der Beeinflussung durch den Messvorgang. Daher hatte auch John S. Bell die Bohmsche Theorie aufgrund ihrer größeren Einfachheit und Widerspruchsfreiheit bezüglich des Welle-Teilchen-Dualismus befürwortet.

## Verwandtes
Die CHSH-Ungleichung (1969 von John Clauser, Michael Horne, Abner Shimony und Richard Holt entwickelt) ist ähnlich der Bellschen Ungleichung. Sie betrachtet jedoch nicht Häufigkeiten von Teilchen, sondern beliebige Observable. Sie lässt sich ebenfalls aus dem Konzept des lokalen Realismus herleiten und wird auch nach den Vorhersagen der Quantenmechanik und experimentell verletzt.
Greenberger, Horne und Zeilinger beschrieben 1989 einen Versuchsaufbau, das GHZ-Experiment mit drei Beobachtern und drei Elektronen, um mit einer einzigen Gruppe von Messungen die Quantenmechanik von einer quasi-klassischen Theorie mit verborgenen Variablen zu unterscheiden.
L. Hardy untersuchte 1993 eine Situation, mit der theoretisch Nicht-Lokalität gezeigt werden kann.
Die Experimente zur Verletzung der Bellschen Ungleichung lassen offen, ob (wie in der Kopenhagener Interpretation) neben der Annahme der Lokalität auch die Annahme einer „objektiven Realität“ aufgegeben werden muss. Leggett formulierte 2003 eine Ungleichung, die unabhängig von der Annahme der Lokalität gilt und die Annahme objektiver Realität zu überprüfen erlauben soll. Aktuelle Experimente von Gröblacher et al. deuten darauf hin, dass die leggettsche Ungleichung verletzt wird. Die Deutung der Ergebnisse ist jedoch strittig.

## Sonstiges
2001 veröffentlichten Karl Hess und der Mathematiker Walter Philipp Aufsätze, in denen sie auf ein mögliches Schlupfloch im Bellschen Theorem hinwiesen. Ihr Argument und ihr Modell ist von Zeilinger und anderen kritisiert worden.